# خوطر عتاب (المهرة)

تعديل مصدري - تعديل

خوطر عتاب هي إحدى قرى عزلة عتاب بمديرية سيحوت التابعة لمحافظة المهرة، بلغ تعداد سكانها 83 نسمة حسب تعداد اليمن لعام 2004.